# 난구 (타이중시)

난 구의 위치

난구(한국어: 남구, 중국어: 南區, 병음: Nán Qū)는 중화민국 타이중시의 시할구이다. 넓이는 6.8101km2이고, 인구는 2015년 8월 기준으로 121,371명이다.

## 지리
타이중 시의 남단에 위치한다. 시 구, 둥 구, 난툰 구 및 우르 구, 다리 구와 접한다.

## 교육
- 국립 중싱 대학
- 중산 의학대학

## 교통
- 타이완 철로관리국 타이중 선

## 같이 보기
- 타이중시